# 16085 Laffan
16085 Laffan este un asteroid din centura principală de asteroizi.

## Descriere
16085 Laffan este un asteroid din centura principală de asteroizi. A fost descoperit pe 3 octombrie 1999 la Socorro, New Mexico, în cadrul proiectului LINEAR. Asteroidul prezintă o orbită caracterizată de o semiaxă mare de 2,72 ua, o excentricitate de 0,07 și o înclinație de 1,8° în raport cu ecliptica.